# Pelden (Adelsgeschlecht)

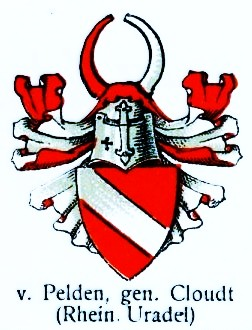
Wappen derer von Pelden genannt Cloudt

Pelden oder Pelden genannt Cloudt ist der Name eines Uradelsgeschlechts aus der Grafschaft Moers und dem Herzogtum Cleve.

## Geschichte
Das Geschlecht entlehnt seinen Familiennamen von dem Hof Pelden. Hier war 1310 Claes von Pelden ansässig. Die Stammreihe der Familie beginnt mit Goswin von Pelden genannt Cloydt, welcher 1375 urkundlich genannt wurde.
Der preußische Hauptmann August von Pelden genannt Cloudt (1770–1848) erhielt am 19. Dezember 1827 die preußische Anerkennung des Freiherrenstandes, verbunden mit den Eintrag in die Rheinischen Adelsmatrikel. Am 23. April 1828 erhielt auch der preußische Major Franz von Pelden genannt Cloudt (1788–1851) die preußische Anerkennung des Freiherrenstandes, ebenfalls verbunden mit den Eintrag in die Rheinischen Adelsmatrikel. Die Nachkommen des preußischen Kammerherrn Jobst Friedrich von Pelden genannt Cloudt (1755–1841) erhielten am 5. Mai 1913 in Wiesbaden die preußische Anerkennung des Freiherrenstandes.

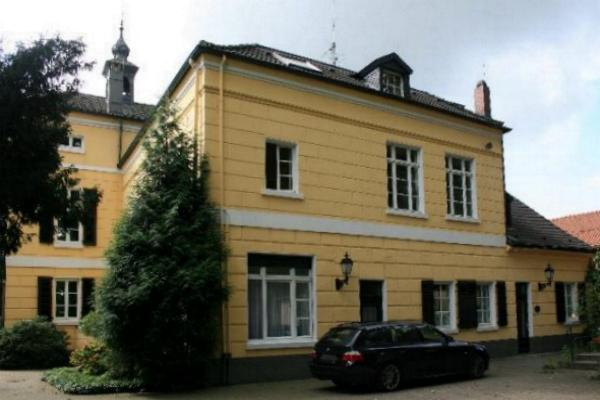
Haus Erprath bis 1873 bei der Familie.
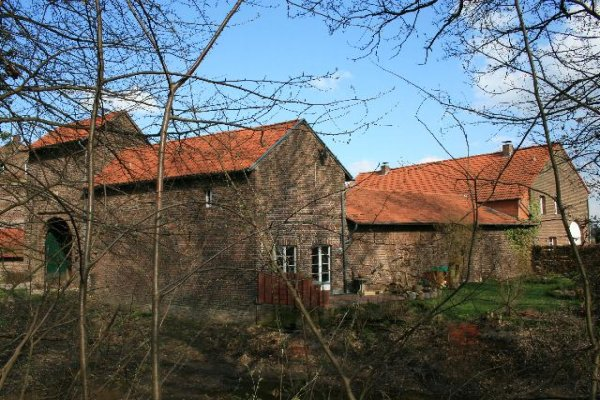
Hof Mahrhof bis 1831 bei der Familie.
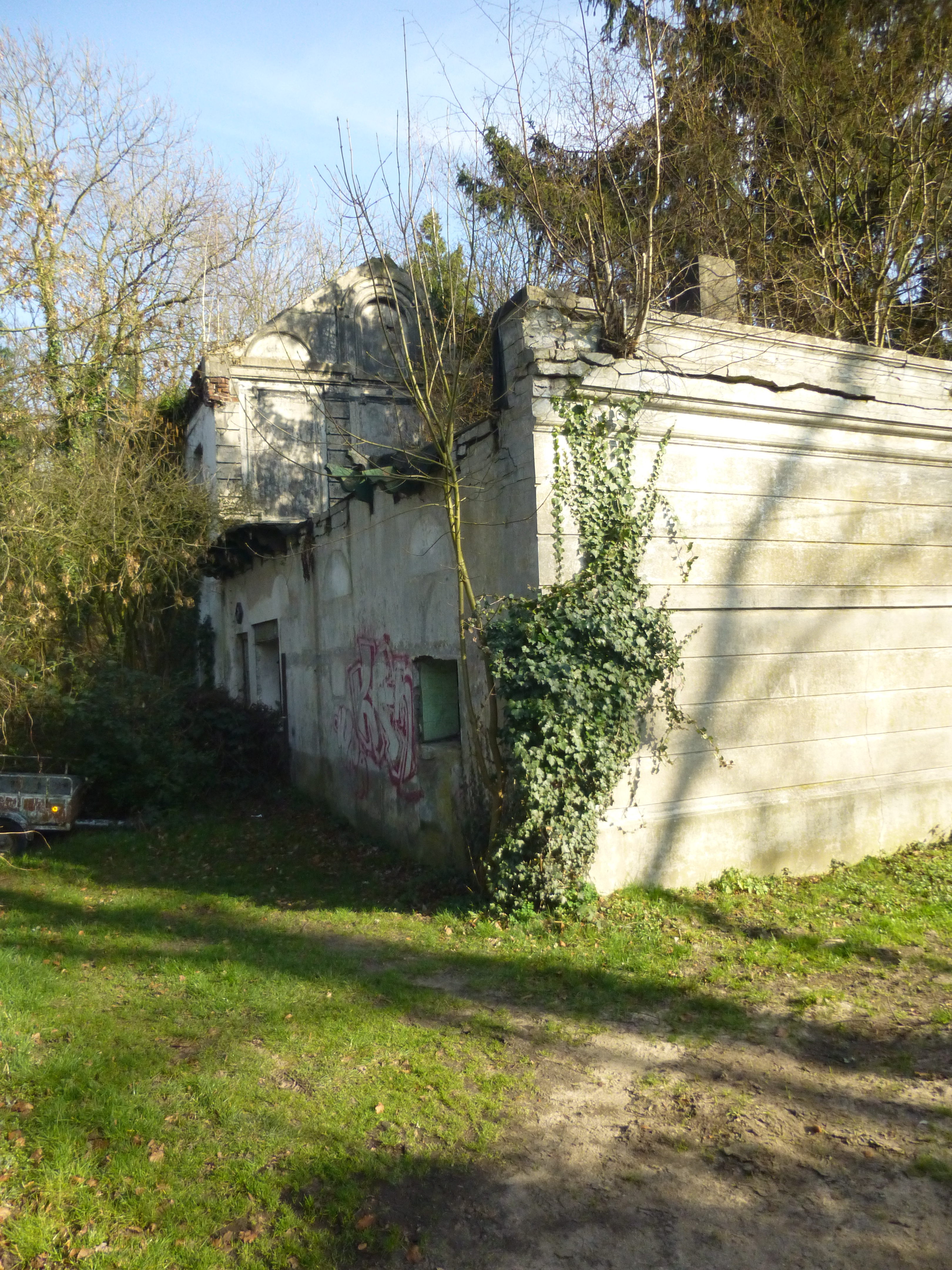
Haus Tervoort 1464–1472 und 1600–1613 bei der Familie.
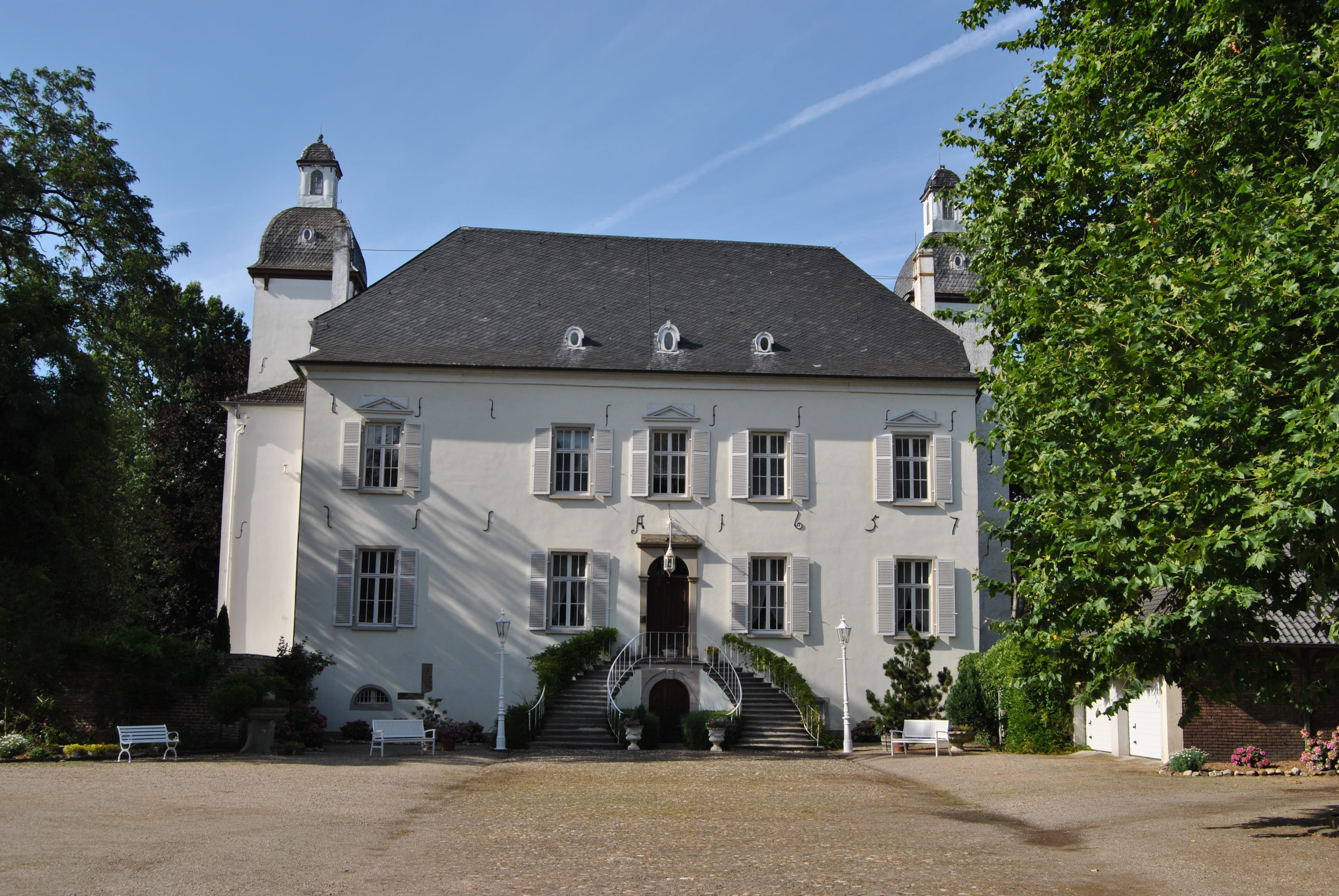
Schloss Lauersfort 1590–1811 bei der Familie.
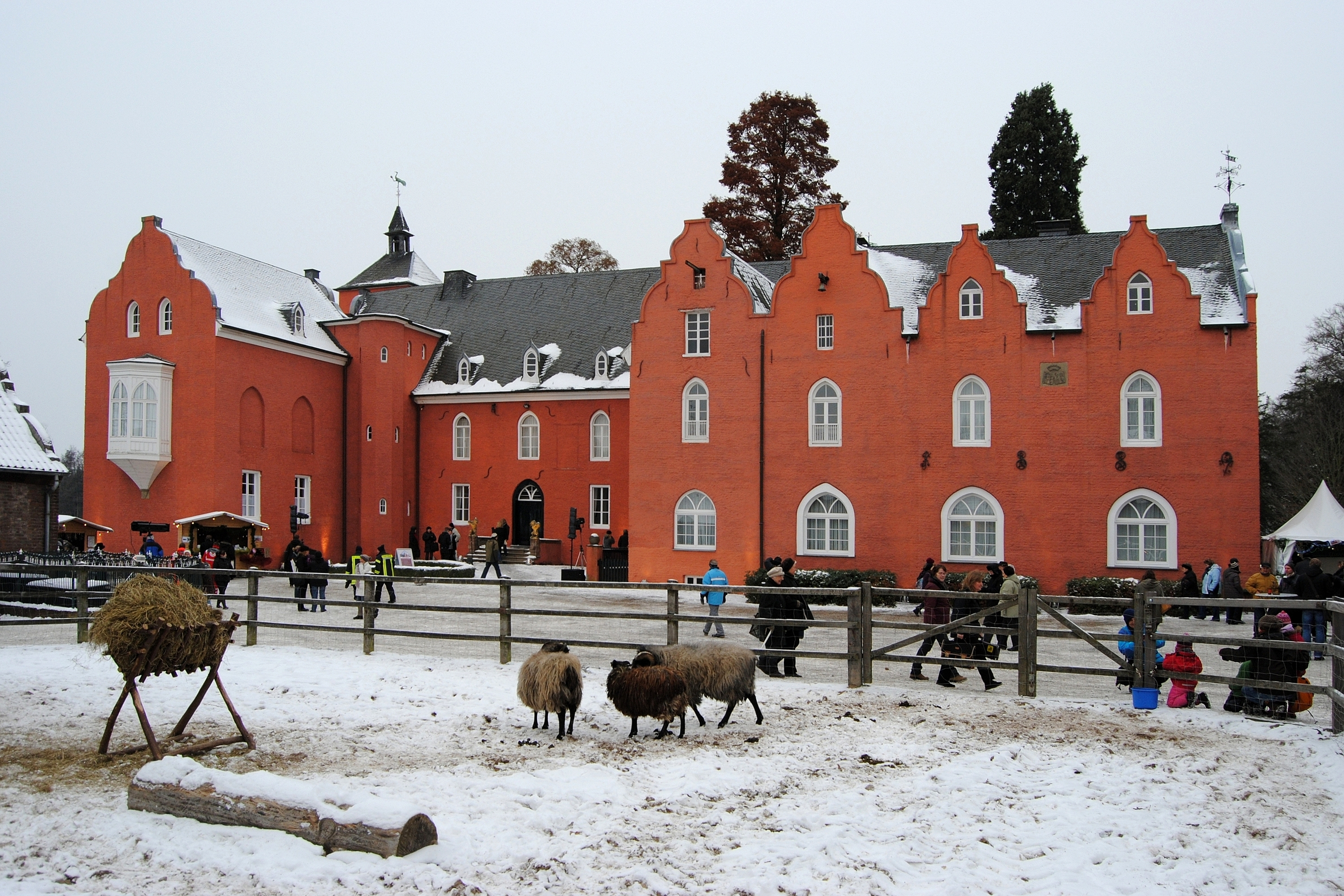
Schloss Bloemersheim bis 1802  bei der Familie.

## Wappen
Blasonierung: In Rot ein silberner Schrägrechtsbalken. Auf dem gekrönten Helm mit rot-silbernen Decken ein rotes und ein silbernes Büffelhorn.

## Angehörige
- Reinhard von Pelden genannt Cloudt (1702–1770), preußischer Regierungspräsident